# South Vienna
South Vienna – wieś w Stanach Zjednoczonych, w stanie Ohio, w hrabstwie Clark.